# Dendrobium usitae
Dendrobium usitae là một loài thực vật có hoa trong họ Lan. Loài này được T.Yukawa mô tả khoa học đầu tiên năm 1995.